# La Vérité sur Bébé Donge
Pour les articles homonymes, voir La Vérité sur Bébé Donge (homonymie).
Ne doit pas être confondu avec Bébé Doc.
La Vérité sur Bébé Donge est un roman psychologique de Georges Simenon écrit en 1940 et paru en décembre 1942 aux éditions Gallimard.
C'est l'un des rares romans de Georges Simenon dont il n'est pas connu d'« enveloppe jaune » associée.
Le roman se situe sur deux plans constamment enchevêtrés : l’un fait référence au temps « réel » du roman (une saison), l’autre, par une série de retours au passé, recouvre les dix années de mariage des époux Donge et explique les événements actuels. L’instruction du procès est notamment évoquée sous forme d’une transcription des questions et réponses.

## Écriture du roman
Ce roman a été écrit par Georges Simenon à la ferme-moulin du Pont-Neuf à Vouvant en Vendée, où résidait l'auteur après la défaite française, entre août 1940 et le 7 septembre 1940, date de l'ultime feuillet. Il est tout d'abord publié en 12 épisodes parus dans le magazine Lectures 40 entre le 15 juin et le 1er décembre 1941 illustrés par Laszlo Fircsa avant d'être édité en intégralité aux éditions Gallimard à la fin de décembre 1942.

## Personnages

### Famille Donge
- Eugénie « Bébé » Donge, née d’Onneville : épouse de François Donge, sœur de Jeanne.
- François Donge : industriel aisé, 30 ans environ, frère de Félix.
- Félix Donge : frère et associé de François.
- Jeanne Donge, née d'Onneville : sœur de « Bébé », épouse de Félix.
- Jacques : fils de François et « Bébé ».
- Jeannie et Bertand : fille et fils de Félix et de Jeanne.
- Veuve Mme d'Onneville : mère de « Bébé » et de Jeanne.

### Personnel de maison
- Marthe : femme de chambre.
- Papau : jardinier.
- Clo : cuisinière.

### Autres personnages
- M. Giffre : juge d'instruction.
- Inspecteur Janvier : policier.
- Monsieur Pinaud : médecin de famille.

## Résumé

### Début du roman
Un après-midi de déjeuner dominical familial, François Donge, un entrepreneur d'une petite ville de province dans l'Aube, est pris de violentes douleurs à l'estomac quelque temps après avoir bu son café. Chimiste de formation, il reconnaît immédiatement les symptômes d'un empoisonnement à l'arsenic et comprend que sa femme Eugénie, dite « Bébé », vient de commettre la tentative d'empoisonnement. Aidé de son frère Félix, il fait appel au médecin qui réussit avec des lavages en urgence à juguler l'intoxication et l'envoyer à temps à la clinique où il est traité pour ses hémorragies multiples. Bébé Donge est immédiatement arrêtée et, dans le plus grand calme, confesse son crime et la préméditation de l'acte, bouleversant le reste de la famille.

### Analyse de l'acte et introspection
Alors que François récupère à l'hôpital, il tente de comprendre les motivations de sa femme et refait mentalement le parcours de leur vie commune, depuis leur rencontre à Royan une dizaine d'années auparavant, le rapide mariage qui suivit et sa triste nuit de noces, puis leur installation en province. François réalise qu'il a été un mari entièrement tourné vers son travail, sa réussite sociale bourgeoise, et l'assouvissement de ses envies sexuelles auprès de ses nombreuses maîtresses dès le début de son mariage pour combler l'évidente absence d'entente sexuelle avec Bébé. Très vite le couple avait décidé d'une entière liberté sexuelle au seul prix de la franchise. Ils décidèrent malgré tout d'avoir un enfant, ce qui ne combla toutefois pas le vide de la vie de Bébé. Seule la fréquentation de Mlle Lambert avait semblé enjouer Bébé jusqu'au jour où François, excédé de son omniprésence autour de sa femme, la renvoie de leur demeure. Moment décisif qui lui apparaît dès lors comme la cristallisation de la résolution prise par sa femme de le tuer.
Sur son lit d'hôpital, il en vient petit à petit à comprendre l'enfermement insupportable, la « cruauté morale » dans laquelle il a tenu sa femme et lui pardonne son acte : il se sent en réalité le seul coupable de cette situation. Son entourage ne parvient pas à comprendre ce revirement et les angoisses profondes dans lesquelles il tombe à l'approche du procès de Bébé.

### Procès et fin du roman
Justifiant à la cour d'assises son acte par l'acculement dans lequel elle s'est trouvée et le sentiment que pour que cela cesse « c'était elle ou lui qui devait mourir » — et considérant toutefois qu'un jeune enfant a plus besoin d'une mère que d'un père —, elle est finalement condamnée à cinq années de réclusion criminelle. François réussit à l'entrevoir à la sortie du procès et Bébé lui déclare froidement toute la haine qu'elle éprouve pour lui. Plus aimant qu'il ne fut jamais, il décide d'attendre sa sortie de prison.

## Éditions
- Prépublication en feuilletons dans le bimensuel Lectures 40 (nouvelle série) , nos 1-12 du 15 juin au 1er décembre 1941 avec des illustrations de Fircsa
- Éditions Gallimard, 1942
- Éditions Gallimard, coll. « Folio policier » no 98, 1999  (ISBN 978-2-07-040838-2)
- Tout Simenon, tome 23, éditions Omnibus, 2003  (ISBN 978-2-258-06108-8)
- Dans le volume Pedigree et autres romans, éditions Gallimard, coll. « Bibliothèque de la Pléiade » no 553, 2009  (ISBN 978-2-07-011798-7)
- Romans durs, tome 5, éditions Omnibus, 2012  (ISBN 978-2-258-09359-1)
- Romans durs, tome 5, Omnibus, 2023  (ISBN 978-2-258-20262-7)

## Adaptations
Le roman a été adapté à l'écran par le réalisateur Henri Decoin dans un film homonyme sorti en 1952, avec Jean Gabin et Danielle Darrieux dans les rôles principaux.